# Mobile DDR

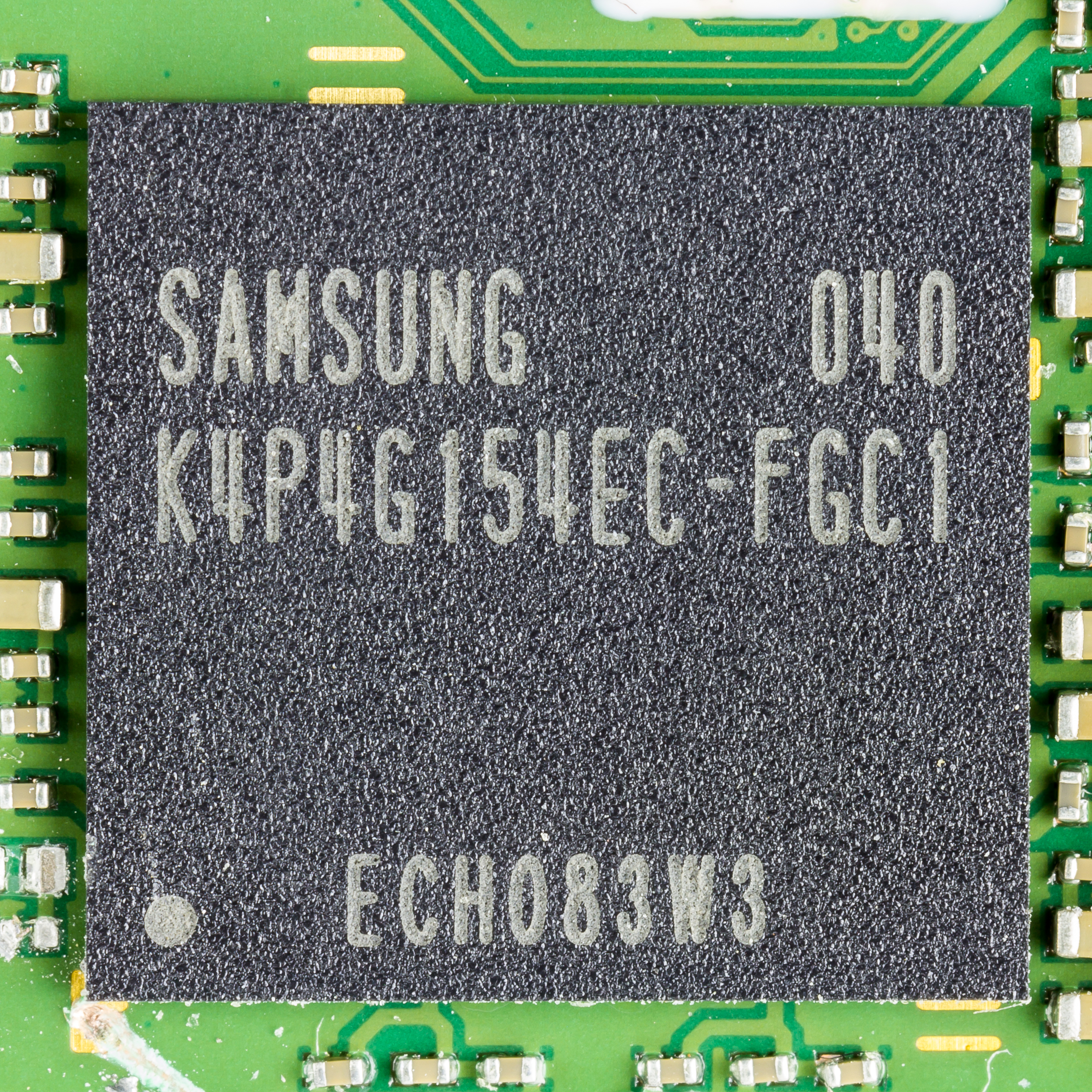
Fig.1 Exemple de memòria LPDDR de Samsung referència K4P4G154EC-FGC1

Mobile DDR (també coneguda per mDDR, Low Power DDR, LPDDR, o LP-DDR) és un tipus de memòria d'accés aleatori síncrona DRAM de doble velocitat (DDR) destinada al sector d'ordinadors mòbils. La principal diferència : les memòries DDR s'alimenten a 2,5V, en canvi les memòries LP-DDR s'alimenten a 1,8V o menys.

## Generacions LP-DDR
| LP-DDR                                  | LP-DDR       | LP-DDR       | LP-DDR       | LP-DDR       | LP-DDR       | LP-DDR       | LP-DDR       | LP-DDR       | LP-DDR           | LP-DDR           |
|                                         | 1            | 1E           | 2            | 2E           | 3            | 3E           | 4            | 4X           | 5                | 5X               |
| --------------------------------------- | ------------ | ------------ | ------------ | ------------ | ------------ | ------------ | ------------ | ------------ | ---------------- | ---------------- |
| Rellotge (MHz)                          | 200          | 266.7        | 200          | 266.7        | 200          | 266.7        | 200          | 266.7        | 400              | 533              |
| Mida de Prefetch                        | 2n           | 2n           | 4n           | 4n           | 8n           | 8n           | 16n          | 16n          | 16n              | 16n              |
| Freqüència de bus I/O (MHz)             | 200          | 266.7        | 400          | 533.3        | 800          | 1067         | 1600         | 2133         | 3200             | 4267             |
| Velocitat de transferència (DDR) (MT/s) | 400          | 533.3        | 800          | 1067         | 1600         | 2133         | 3200         | 4267         | 6400             | 8533             |
| Tensions d'alimentació                  | 1.8 V        | 1.8 V        | 1.2 V, 1.8 V | 1.2 V, 1.8 V | 1.2 V, 1.8 V | 1.2 V, 1.8 V | 1.1 V, 1.8 V | 1.1 V, 1.8 V | 0.5, 1.05, 1.8 V | 0.5, 1.05, 1.8 V |
| Bus de Comandes/Adreces                 | 19 bits, SDR | 19 bits, SDR | 10 bits, DDR | 10 bits, DDR | 10 bits, DDR | 10 bits, DDR | 6 bits, SDR  | 6 bits, SDR  | 7 bits, SDR      | 7 bits, SDR      |

| Generació | Data       | Estàndard  |
| --------- | ---------- | ---------- |
| LP-DDR1   | 2010       | JESD209-1  |
| LP-DDR2   | 2011       | JESD209-2E |
| LP-DDR3   | Maig 2012  | JESD209-3  |
| LP-DDR4   | Agost 2014 | JESD209-4  |
| LP-DDR4X  | 2017       |            |
| LP-DDR5   | 2019       | JESD209-5  |
| LP-DDR5X  | 2021       | JESD209-5B |